# آل المجهز (لودر)

تعديل مصدري - تعديل

آل المجهز هي إحدى قرى عزلة زارة بمديرية لودر التابعة لمحافظة أبين، بلغ تعداد سكانها 224 نسمة حسب تعداد اليمن لعام 2004.